# Хэндс, Грег
Грегори Уильям Хэндс (англ. Gregory William Hands; род. 14 ноября 1965, Нью-Йорк, США) — британский политический и государственный деятель, председатель Консервативной партии (2023).
В прошлом — главный секретарь Казначейства во втором кабинете Дэвида Кэмерона (2015—2016), Младший министр бизнеса, энергетики и экологически чистого роста (2021—2022).

## Биография
Грег Хэндс родился в Нью-Йорке (хотя его родители — британские граждане) и провёл в США первые семь лет жизни. Позднее семья вернулась в Великобританию, и юный Грегори сменил несколько государственных школ, поскольку лейбористское правительство в 1974—1979 годах проводило политику сокращения их сети. В 1984 году он окончил грамматическую школу имени доктора Калонера (Dr Challoner’s Grammar School) в Амершэме (Бакингемшир). Позднее окончил колледж Робинсона Кембриджского университета, где являлся секретарём отделения Консервативной ассоциации (CUCA).
В период обучения в университете взял академический отпуск, который провёл в Западном Берлине, увлёкся Восточной Европой, выучил в дополнение в немецкому и французскому чешский и словацкий языки. По окончании Кембриджа десять лет занимался бизнесом в Лондоне и Нью-Йорке, в 1998 году впервые был избран от консерваторов в совет лондонского района Фулхэм.

### Политическая карьера
В 2005 году Грег Хэндс был выдвинут кандидатом от Консервативной партии в лондонском избирательном округе Хаммерсмит и Фулхэм (Hammersmith and Fulham), где одержал победу. К парламентским выборам 2010 года этот округ был реорганизован, и Хэндс вновь прошёл в Палату общин, но в округе Челси и Фулхэм (Chelsea and Fulham). В 2009—2010 годах являлся теневым министром финансов, в 2010—2011 годах — парламентским личным секретарём (PPS) канцлера Казначейства Джорджа Осборна, в 2011—2013 — помощником парламентского организатора большинства (Assistant Government Whip), в 2013—2015 годах занимал должность заместителя старшего парламентского организатора, являясь по должности казначеем Двора (Treasurer of the Household).
7 мая 2015 года на очередных парламентских выборах Хэндс одержал убедительную победу в своём прежнем округе с результатом 62,9 % голосов избирателей против 23,1 % у сильнейшей из его соперников — лейбористки Александры Сандерсон (Alexandra Sanderson).

### Работа в консервативных правительствах (2015—2022)
11 мая 2015 года Дэвид Кэмерон сформировал по итогам выборов свой второй кабинет, в котором Грег Хэндс получил портфель главного секретаря Казначейства.
14 июля 2016 года главным секретарём Казначейства в кабинете Терезы Мэй был назначен Дэвид Гок.
15 июля 2016 года Хэндс назначен младшим министром торговли и инвестиций без права участия в заседаниях Кабинета.
13 июня 2017 года назначен младшим министром по делам Лондона при формировании второго кабинета Мэй.
9 января 2018 года в ходе массовых кадровых перестановок в кабинете сохранил только должность младшего министра торговли.
21 июня 2018 года ушёл в отставку, поскольку вопреки официальной позиции консерваторов решил голосовать в парламенте против планов расширения аэропорта Хитроу.
13 февраля 2020 года в ходе серии кадровых перемещений во втором правительстве Джонсона вновь назначен младшим министром торговли без права участия в заседаниях Кабинета.
15 сентября 2021 года в ходе перестановок во втором правительстве Джонсона назначен младшим министром предпринимательства, энергетики и экологически чистого роста.
6 сентября 2022 года при формировании правительства Лиз Трасс не получил никакого назначения.

### Возвращение в правительство (с 2023)
7 февраля 2023 года в ходе серии кадровых перемещений в правительстве Риши Сунака назначен председателем Консервативной партии.
13 ноября 2023 года в ходе серии кадровых перемещений в правительстве Сунака освобождён от должности после поражения консерваторов на дополнительных выборах в двух округах.
14 ноября 2023 года назначен младшим министром по делам Лондона без права участия в заседаниях Кабинета.

## Личная жизнь
Грег Хэндс женат на Ирине Хундт (Irina Hundt), которая по рождению — наполовину немка из ГДР, наполовину русская. Получив на выборах в мае 2010 года около 60 % голосов, Хэндс пошутил в заявлении для прессы, что его жена не впечатлена этим результатом, поскольку там, откуда она родом, успешный кандидат всегда получал больше 99 %.